# Цунк, Герман Карлович
Герман Леопольд Цунк (нем. Hermann Leopold Zunck; 1818—1877) — российский библиотекарь

 и педагог немецкого происхождения; доктор философии.

## Биография
Родился 1 апреля 1818 года[по какому календарю?] в Торне (ныне Торунь, Польша).
Учился в Лейпцигском университете, который окончил в 1839 году со званием доктора философии.
В 1844 году приехал в Россию и принял русское подданство. После сдачи экзаменов в Санкт-Петербургском и Киевском университетах, получил звание домашнего учителя и лектора немецкой литературы с правом на должность младшего учителя гимназии.
В 1849 году выдержал экзамены в Санкт-Петербургском университете по языкам: французскому, греческому, латинскому и еврейскому для занятия должности библиотекаря и в том же году принял участие в каталогизации Отделения философии Императорской публичной библиотеки под руководством Р. И. Минцлова; в 1851 года был определён «вольнотрудящимся» на службу в Отделении изящной словесности и Отделении филологии библиотеки — занимался каталогизацией фонда. В бытность часто болевшего Д. П. Попова на Цунка с 1861 года возлагали временно исполнение обязанностей заведующего Отделением филологии.
В 1859 году был причислен к Министерству народного просвещения, при котором состоял до 1863 года.
В 1860—1862 годах был преподавателем немецкого языка и литературы в педагогических классах Александровского училища и благородном отделении Смольного института.
С 9 января 1864 года был определён младшим помощником хранителя музея Императорского Эрмитажа. Во время работы в этой должности он составил каталог картинной галереи Эрмитажа. В этой должности он прослужил до конца своей жизни и, одновременно, с 1 февраля 1871 года был назначен штатным библиотекарем Императорской публичной библиотеки — заведующим отделениями беллетристики и филологии, с оставлением в прежней должности.
В 1872 году российский император Александр II назначил доктора Цунка домашним учителем немецкого языка своих детей и повелел считать его «вольнотрудящимся» в Публичной библиотеке с 1844 года по год определения его в должность библиотекаря.
Был награждён орденами Св. Анны 3-й степени, орденом Саксен-Эрнестинского Дома "За заслуги" 1-й степени, испанским орденом Карлоса III. Имел чин статского советника.
Основные труды: Die naturlichen Pflanzensysteme geschichtl. Entwickelt (Leipzig, 1840); Несколько слов по поводу замечаний Н. И. Пирогова на общий устав русских университетов (СПб., 1862); Der deutsche Wohlthätigkeits-Verein in St. Petersburg (Leipzig, 1864).
Умер 3 (15) октября 1877 года в Санкт-Петербурге.